# KTechlab
KTechlab és una aplicació per a GNU/Linux, és un entorn per al disseny de circuits elèctrics i microcontroladors. Inclou la simulació de diferents components (lògics, integrats, lineals, no lineals i reactius), simulació i depuració de microcontroladors PIC amb gpsim, i disposa de llenguatges d'alt nivell complementaris: Quadres de Flux i Microbe.

## Quadres de Flux
KTechlab permet dissenyar quadres de flux per a microcontroladors PIC i transformar-los en codi Microbe, assemblador o hexadecimal.

## Microbe
Microbe compila programes en un llenguatge dissenyat per KTechlab dissenyat per quadres de flux per a microcontroladors PIC.

## Assemblador
KTechlab s'integra amb gputils per acoblar i provar programes.